# Valdeolea
Valdeolea település Spanyolországban, Kantábria autonóm közösségben. Valdeolea Aguilar de Campoo, Brañosera, Hermandad de Campoo de Suso, Campoo de Enmedio és Valdeprado del Río községekkel határos. Lakosainak száma 884 fő (2024).

## Népesség
A település népessége az elmúlt években az alábbi módon változott:
| Lakosok száma | 1470 | 1347 | 1265 | 1216 | 1133 | 1055 | 994  | 947  | 905  | 884  |
|               | 2001 | 2004 | 2007 | 2009 | 2012 | 2014 | 2017 | 2019 | 2022 | 2024 |